# Pedaliodes maria
Pedaliodes maria är en fjärilsart som beskrevs av William Schaus 1920. Pedaliodes maria ingår i släktet Pedaliodes och familjen praktfjärilar. Inga underarter finns listade i Catalogue of Life.